# Historia powiatu kartuskiego

## XIX wiek
W 1818 roku wieś Kartuzy zostały stolicą powiatu.

### 1918-1920

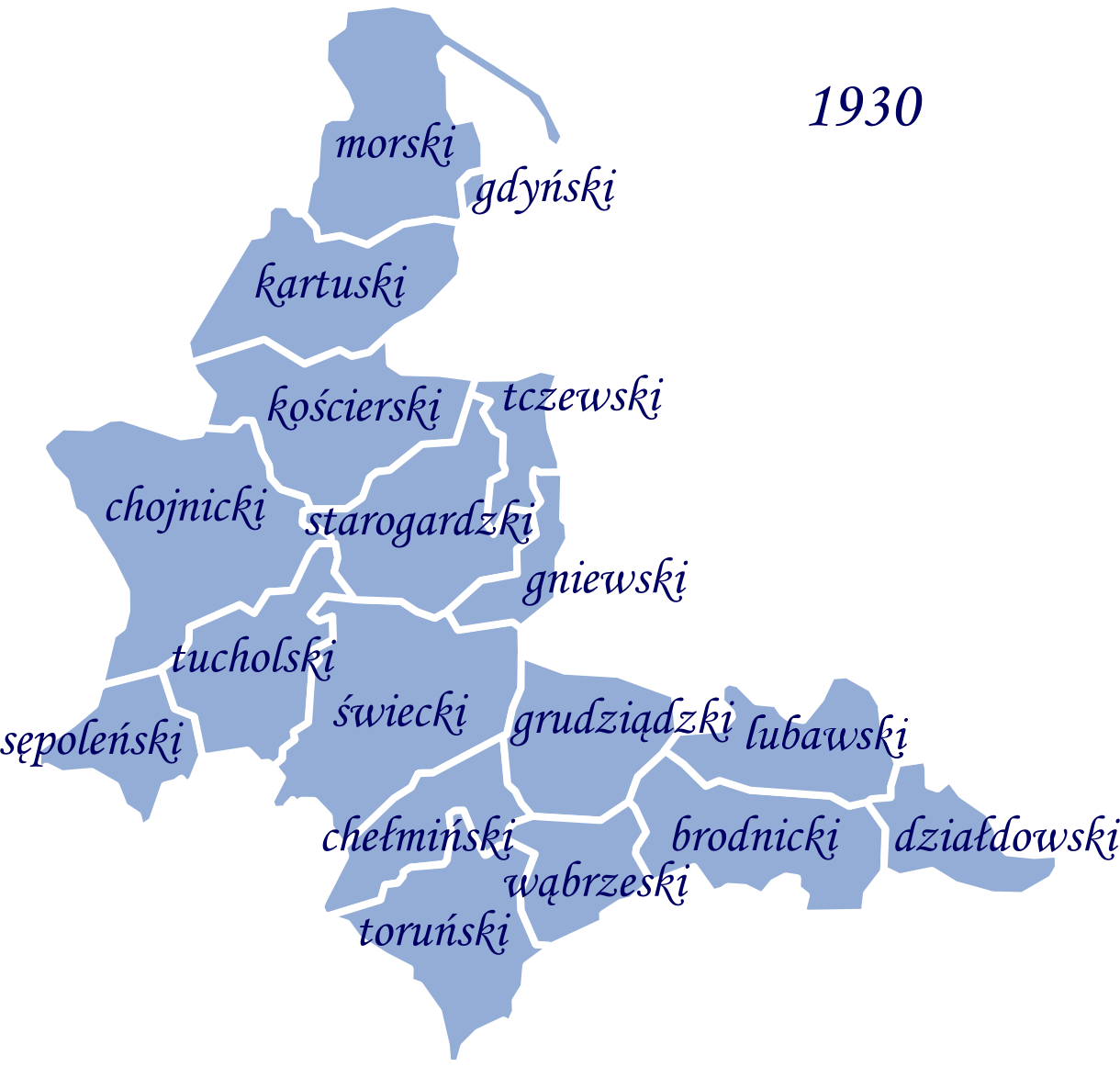
Województwo pomorskie z podziałem na powiaty

Po odzyskaniu przez Polskę niepodległości utworzono województwo pomorskie. Stolicą województwa został leżący przy południowej granicy województwa Toruń. Nowe województwo zostało podzielone na następujące powiaty: pucki, wejherowski, kartuski, kościerski, chojnicki, starogardzki, tczewski, gniewski, świecki, tucholski, sępoleński, chełmiński, grudziądzki, toruński, wąbrzeski, brodnicki, działdowski, lubawski (z siedzibą w Nowym Mieście Lubawskim).
We wszystkich powiatach oprócz kartuskiego znalazło się przynajmniej jedno miasto, będące siedzibą władz powiatu. W powiecie kartuskim nie było żadnego takiego miasta, jednakże powiat ten został utworzony, gdyż zarówno Wejherowo jak i Kościerzyna były za daleko, natomiast Gdańsk i Bytów były poza granicami Polski.
Powiat kartuski był najbiedniejszym typowo rolniczym powiatem województwa. Ponad 81% ludności utrzymywało się z rolnictwa. W powiecie było 159 jezior zajmujących powierzchnie łączną 6551 ha (jeziorność na poziomie 4,7%). Początkowo w powiecie było aż 126 gmin jednakże na wzór niemiecki gmina zawierała najczęściej jedną dwie miejscowości (odpowiednik naszych sołectw). Jednakże granice na tym terenie a nawet władza była jeszcze czysto wirtualna. Do 1920 roku w Kartuzach rządziła niemiecka administracja.

### 1920-1939
W 8 lutego 1920 roku po wkroczeniu wojsk polskich do Kartuz władza nad powiatem została przejęta przez Polaków. W 1920 roku powiat został podzielony na 23 wójtostwa. Największymi miejscowościami powiatu były wówczas Chmielno, Kamienica Szlachecka, Sierakowice, Sulęczyno, Szymbark.
W wyniku zmian granic w latach 1918-1921 17 gmin zostało przekazanych do Wolnego Miasta Gdańsk, 1 do Niemiec. Do powiatu kartuskiego włączono z kolei 4 gminy z WMG oraz 1 z Niemiec. Według spisu powszechnego ludności 30 września 1921 roku w powiecie kartuskim ludność polska (i kaszubska) wynosiła 61570 osób, co stanowiło 91,8% mieszkańców powiatu. Największą mniejszością była mniejszość niemiecka (5389 - 8,1%), 49 osób było innej narodowości. Ludność powiatu była w dużej mierze autochtoniczna - aż 90,2% mieszkańców urodziło się na terenie województwa pomorskiego, w tym aż 84,7% na terenie powiatu.
Mimo typowo rolniczego charakteru analfabetyzm był na poziomie zaledwie 3,8%. Jednakże wykształcenie średnie miało zaledwie 449 osób, a wyższe tylko 48.
28 listopada 1920 roku odbyły się pierwsze wybory do samorządu powiatu kartuskiego, wszystkie 43 miejsca zostały zajęte przez Polaków.
W marcu 1923 roku liczące nieco ponad 3 tysiące mieszkańców Kartuzy otrzymały prawa miejskie. Prawa miejskie spowodowały dość szybki rozwój Kartuz w stosunku do reszty powiatu. Jednakże w 1931 roku tylko 7% mieszkańców powiatu zamieszkiwało miasto, co było najniższym wynikiem w całym województwie.
W 1925 roku rozpoczęto budowę północnego odcinka magistrali węglowej. Pomimo protestów mieszkańców Kartuz linia ta ominęła miasto w odległości zaledwie kilku kilometrów, niemniej i tak spowodowała polepszenie komunikacji w powiecie, rozwój gospodarczy miasta, szczególnie jako bazy dla rozwijającej się wówczas turystyki.
Budowa magistrali oraz miasta i portu w Gdyni łagodziła skutki kryzysu w latach 30. Do 1936 roku z terenu powiatu do Gdyni wyemigrowało 4036 osób.
W 1938 roku odbyły się ostatnie przed II Wojną Światową wybory do Sejmu RP. Przed wyborami miały miejsce akcje nawołujące Kaszubów do bojkotu wyborów. Polskie władze namawiały do udziału w wyborach podkreślając ważną rolę terenów pogranicznych, dodatkowo organizatorów akcji wzywających do bojkotu miano ukarać. Ostatecznie do wyborów w Kartuzach poszło 79% uprawionych do głosowania, jednakże prawie połowa oddała nieważne głosy.
Stanowisko starosty w okresie międzywojennym sprawowali m.in. Emil Sobiecki (1920), Belina (1927) i Stefan Czarnocki (1931, 1934) oraz Leon Kowalski.

## 1945-1975
W wyniku II wojny światowej powiat kartuski nie ucierpiał zbyt mocno.
Podczas wojny w powiecie kartuskim ucierpiały głównie wsie, gdzie stan żywego inwentarza z 1941 roku osiągnięto dopiero w latach 50. Same Kartuzy wyszły z wojny obronną ręką, spalony został jednak dworzec oraz zostały uszkodzone wszystkie linie kolejowe wychodzące z Kartuz.
Walki o Kartuzy rozpoczęły się 9 marca 1945 roku. Dzień później Armia Czerwona wyparła Niemców z miasta. Tymczasową władzę nad miastem i już wyzwolonym terenem przejął pułkownik Popow. Polskie władze komunistyczne zostały uformowane już 19 marca 1945 roku, jednakże władza radziecka była sprawowana do lipca 1945 roku, kiedy to Rosjanie przekazali władze Polakom. Wojska radzieckie były jednak na terenie powiatu do 1946. 
Dekretem Prezydenta RP 30 marca 1945 roku utworzono województwo gdańskie składające się z powiatów grodzkiego gdyńskiego, morskiego (stolica Wejherowo), tczewskiego, kartuskiego, kościerskiego i starogardzkiego. Do województwa dołączono teren byłego Wolnego Miasta Gdańsk w całości. Granice pomiędzy powiatami miały być ustalone na szczeblu lokalnym. Powiaty wówczas nie były jednak samorządne, a władza pochodziła z nadania partii komunistycznej. Pierwszym powojennym starostą powiatu kartuskiego został Mieczysław Nowak pochodzący z okolic Kielc.
W marcu 1945 roku zaczęły działać powiatowe struktury PPS. W powiecie kartuskim partia ta dość szybko zyskiwała członków w przeciwieństwie do SD, SP i PSL. W wyborach do sejmu w powiecie oprócz list zgłoszonych przez te partie doszła jeszcze jedna lista „Lista Ziemi Kaszubskiej” lista ta odebrała głosy zwolenników wszystkich partii poza PPS.
Tuż po wojnie na terenie Pomorza działał oddział Łupaszki. Mimo że oddział ten rzadko działał na terenie powiatu to odbyło się tu jednak kilka bitew z oddziałami UB i MO.
W latach 40. i 50. ludność powiatu stopniowo malała, co miało związek z rozwojem przemysłu w Trójmieście, oraz z opuszczaniem tych ziem przez Niemców. Sama stolica się jednak powiększała ze względu na przyjazd urzędników oraz nauczycieli z centralnej Polski. Dopiero w latach 60. liczba mieszkańców powiatu zaczęła powoli rosnąc. Powiat kartuski był powiatem typowo rolniczym, dopiero w latach 60. nastąpił rozwój przemysłu, głównie rolno-spożywczego oraz budowlanego. Dodatkowo rozwój turystyki oraz linia kolejowa biegnąca blisko Wieżycy, pozwalająca na uprawianie narciarstwa niedaleko od Gdańska, powodowała, że powiat rozwijał się turystycznie. Gospodarcza słabość powiatu w stosunku do reszty województwa była widoczna również w innych wskaźnikach statystycznych, jak liczba mieszkań, liczba izb mieszkalnych na osobę oraz łóżek szpitalnych na mieszkańca, gdzie było ich aż 4 razy mniej niż średnia wojewódzka.

## 1975-1999 (teren powiatu)
W 1975 roku nastąpiła reforma administracji - zamiast dotychczasowych 17 województw utworzono 49. Powiat kartuski w całości znalazł się w województwie gdańskim. Reforma zniosła również powiaty, w tym powiat kartuski. Kartuzy były jednak centrum regionu, znajdowały się tu instytucje takie jak szpital, sądy, szkoły ponadpodstawowe, rejon energetyczny oraz rejon dróg publicznych. Instytucje te obejmowały zasięgiem gminy dawnego powiatu.

## po 1999

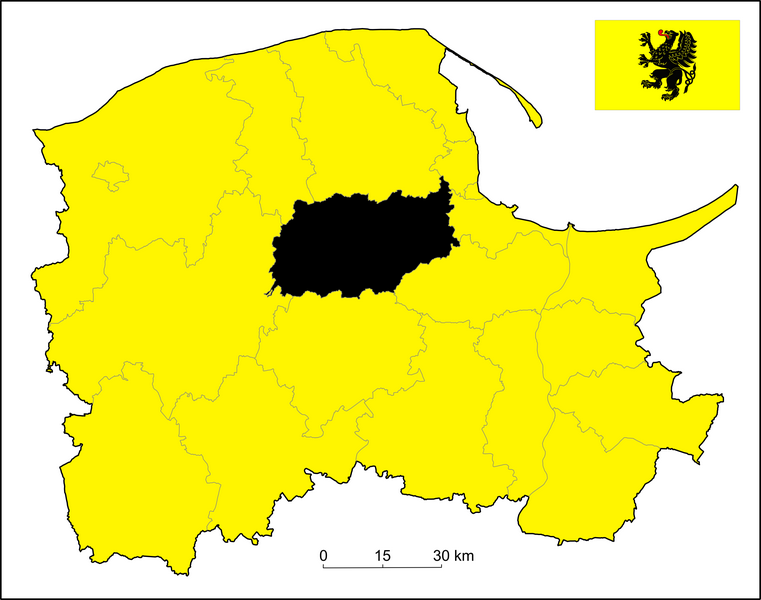
powiat kartuski na mapie województwa pomorskiego po 1999

Reforma administracyjna w 1999 roku przywróciła powiaty. Początkowo podział nie zakładał istnienia powiatu kartuskiego, a jego teren miał zostać podzielony i wejść do powiatów: kościerskiego, wejherowskiego i bytowskiego. Ze względu jednak na protesty mieszkańców Kartuz, oraz typowo powiatowe instytucje stworzono powiat kartuski.